# Dinomene il Vecchio
Dinomene di Gela (lingua greca Δεινομένης, lingua latina Dinomĕnes) o Dinomene il Vecchio (VI secolo a.C. – Gela, 491 a.C.) fu il capotistipe della dinastia dei Dinomenidi.
Definito oriundo gelese poiché nativo dell'isola greca di Telos, presso il Dodecaneso, egli fu un illustre cittadino di Gela e i suoi antenati, Antifemo e i Lidj, entrambi originari di Rodi, furono considerati i fondatori della polis siciliana.
Fu il capostipite dei Dinomenidi, famiglia che da lui prese il nome e che diverrà nota alle cronache del mondo antico conosciuto per aver dato i natali a potenti tiranni come Gelone e Gerone I di Siracusa.

## Genealogia
|          |                                      |                                      |          |                     |          |          |           |           |
|          |                                      |                                      |          | Dinomene il Vecchio |          |          |           |           |
|          |                                      |                                      |          |                     |          |          |           |           |
|          |                                      |                                      |          |                     |          |          |           |           |
|          | Gelone sp. Damarete figlia di Terone | Gelone sp. Damarete figlia di Terone | Gerone I | Gerone I            | Polizelo | Polizelo | Trasibulo | Trasibulo |
|          |                                      |                                      |          |                     |          |          |           |           |
|          |                                      |                                      |          |                     |          |          |           |           |
| (figlio) | (figlio)                             | (?)                                  | (?)      |                     |          |          |           |           |
|          |                                      |                                      |          |                     |          |          |           |           |
|          |                                      |                                      |          |                     |          |          |           |           |
|          |                                      | Ierocle                              |          |                     |          |          |           |           |

Ebbe quattro figli: Gelone, Gerone I, Polizelo e Trasibulo.
Il suo secondogenito, Gerone, ebbe un figlio che chiamò Dinomene, dandogli lo stesso nome del nonno, posto al comando di Aitna, cioè la Katane spopolata e ripopolata da Gerone.
Narra Plutarco che Dinomene chiese all'oracolo di Delfi quale sarebbe stato il futuro dei propri figli e la Pizia rispose che sarebbero tutti divenuti principi. Al che Dinomene volle sapere se questo futuro, all'apparenza glorioso, sarebbe stato per loro la rovina. La pizia, direttamente ispirata da Apollo, gli predisse la morte dei suoi figli e di lui stesso. Il consiglio della divinità fu quello di fuggire e andare «dove il corno è dal cervo gettato via». Dinomene intese che si sarebbe dovuto affogare e sotterrare con le sue stesse mani. In preda alla confusione e alla follia scappò e fu ammazzato da un amico di Timarco - che uccise Procle, tiranno di Epidauro - e il suo corpo gettato in mare.